# Dichaetura piscator
Dichaetura piscator is een buikharige uit de familie Dichaeturidae. Het dier komt uit het geslacht Dichaetura. Dichaetura piscator werd in 1913 voor het eerst wetenschappelijk beschreven door Murray. 